# Alexander Popp (Architekt)

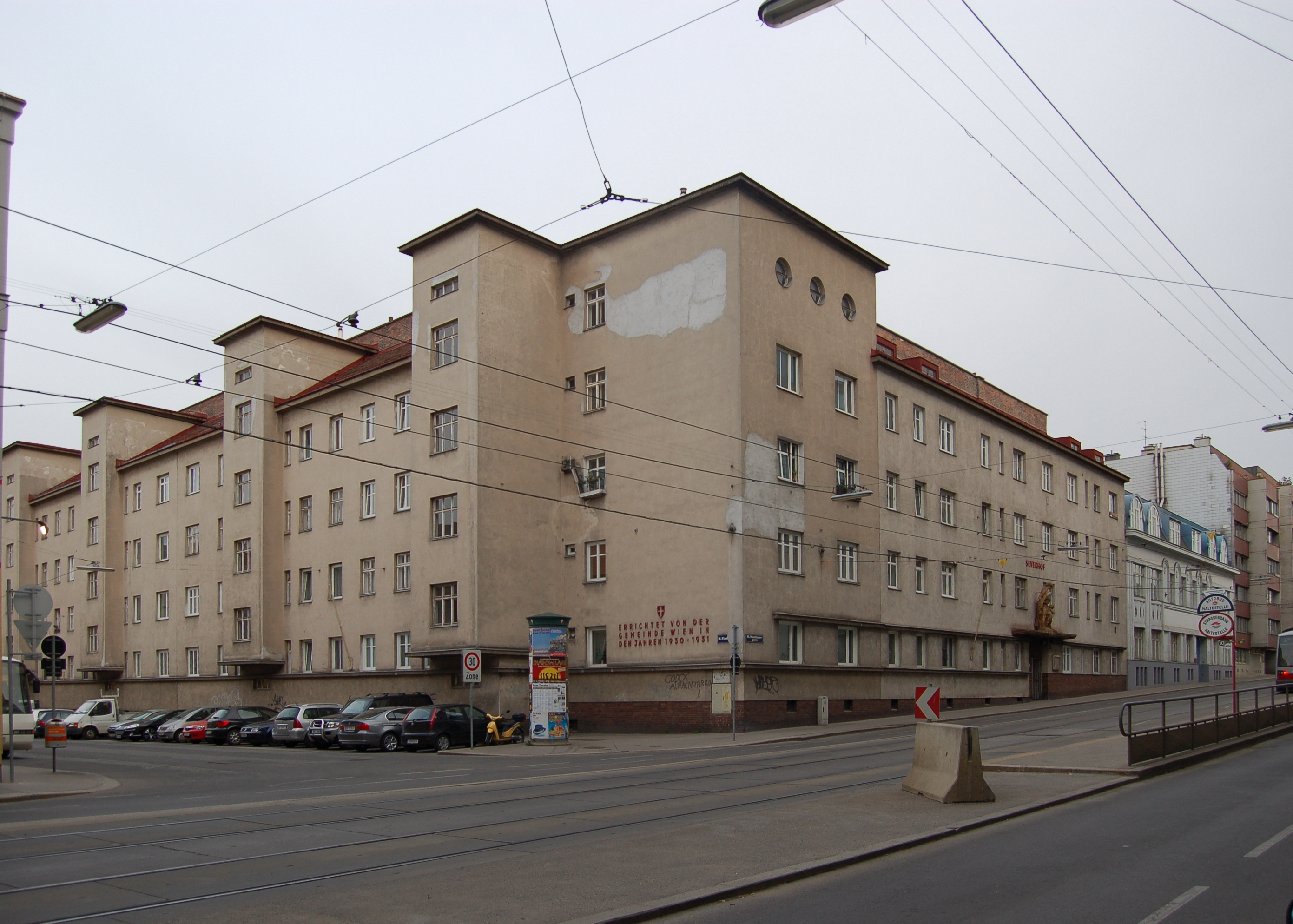
Severhof in Wien-Ottakring, Außenfassade

Alexander Popp (* 10. August 1891 in St. Leonhard am Forst; † 7. Dezember 1947 in Linz) war ein österreichischer Architekt, Baumeister und Möbeldesigner.

## Leben und Wirken

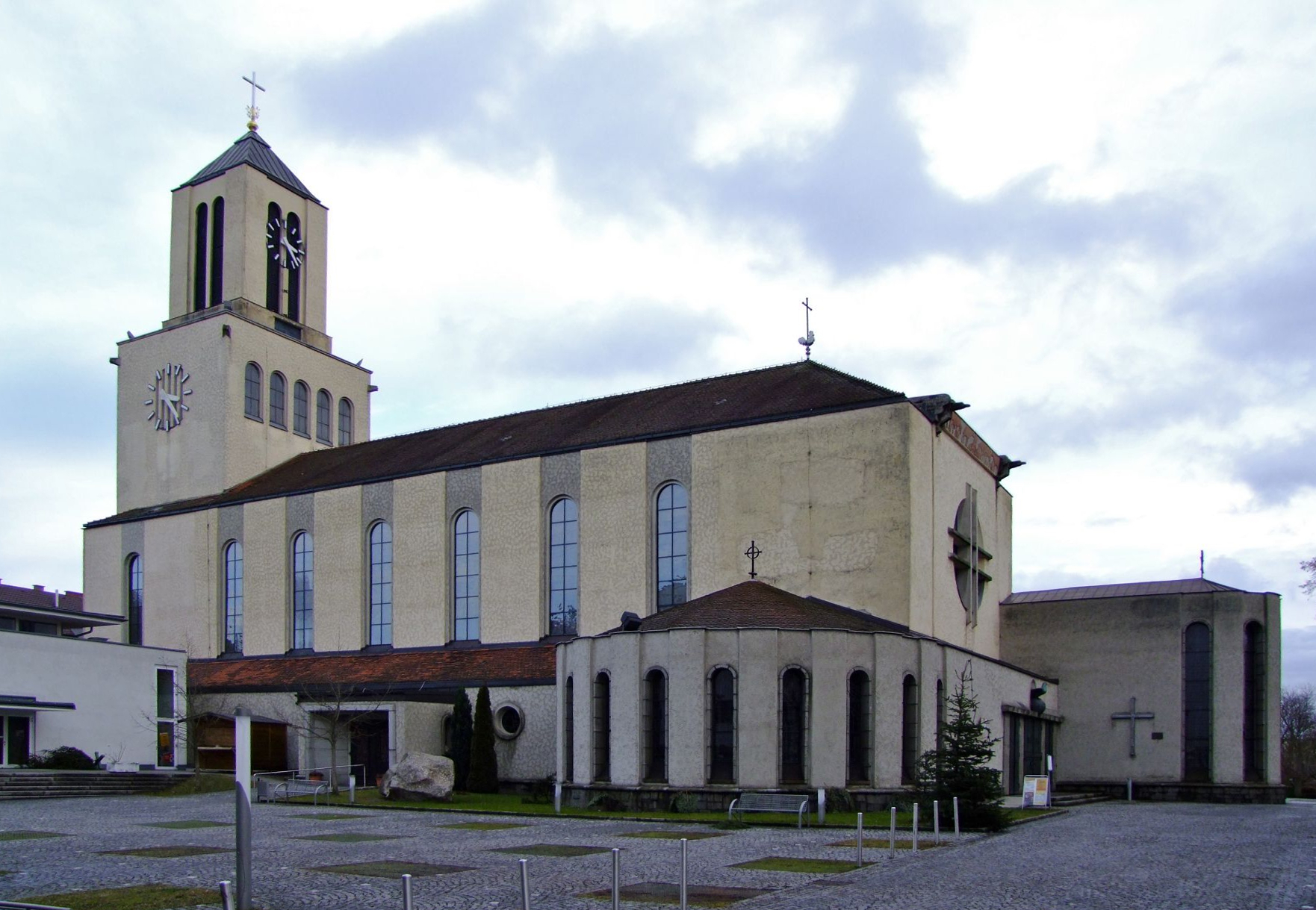
Friedenskirche Linz

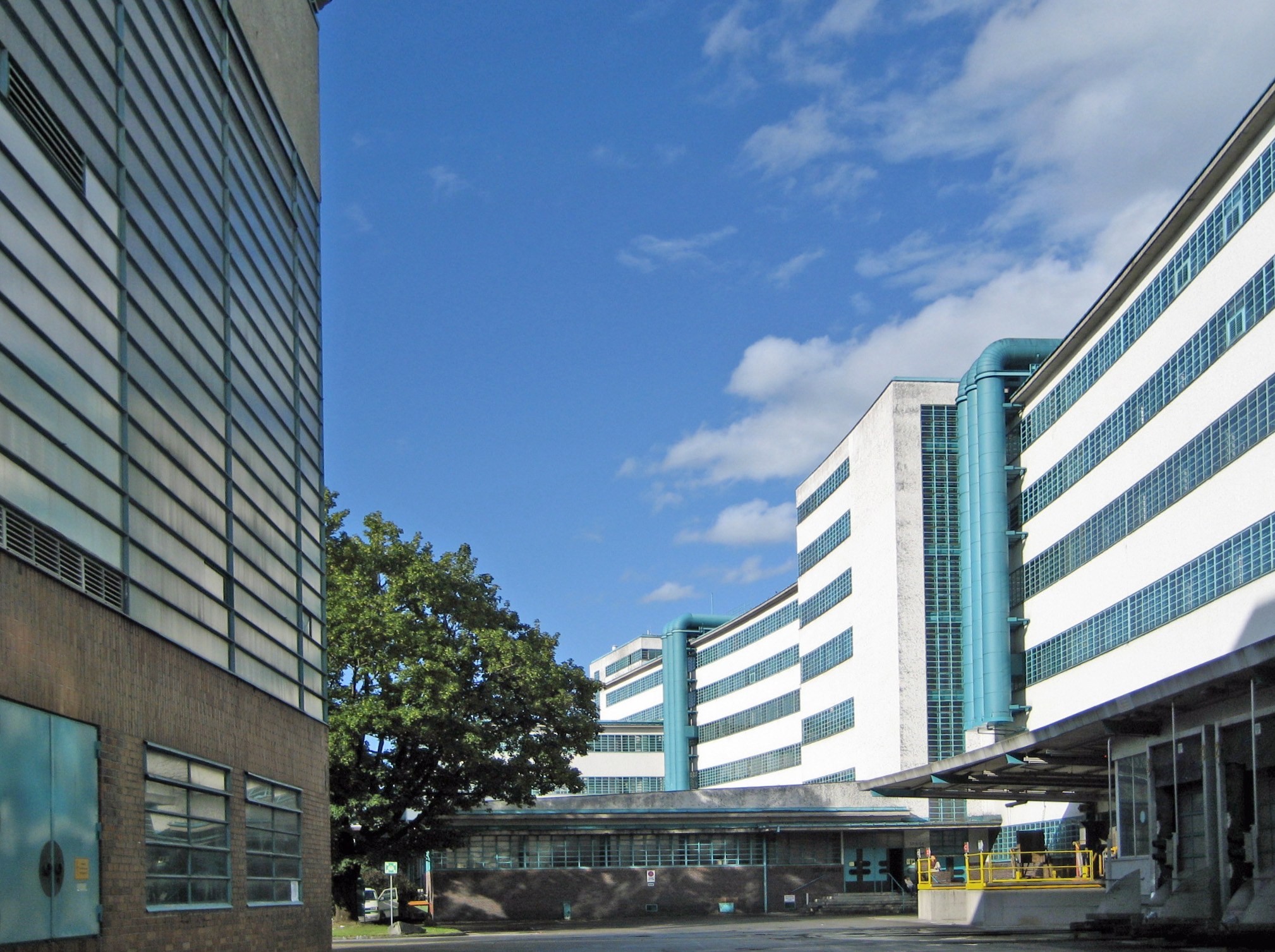
Tabakfabrik Linz

Popp und sein Zwillingsbruder waren die jüngsten Kinder einer national gesinnten Kaufmannsfamilie. Nach dem Abschluss der Staatsgewerbeschule (Baufach) in Wien 1911 arbeitete er für das Baudepartement der Ersten Donau-Dampfschiffahrts-Gesellschaft, für die er nach seinem Kriegsdienst (1912 bis 1919) als Bauoberkommissär Stationsbauten entlang der Donau, Magazin- und Hallenbauten, Arbeiter- und Beamtenhäuser plante und umsetzte. 1915 heiratete er Margarete Samper.
Popp war Schüler und Assistent von Peter Behrens an der Wiener Akademie der bildenden Künste und stand zeit seines Lebens in dessen Schatten sowie in fachlicher Konkurrenz zu Clemens Holzmeister (beispielsweise beim Wiener Funkhaus). Ab 1924 war Popp Mitglied der Zentralvereinigung der Architekten Österreichs. Von 1924 bis 1929 betätigte er sich als Designer für die Marke Odol. Sein Engagement im Möbeldesign wurde durch private Aufträge von Freunden und Verwandten seiner Mutter unterstützt und konzentrierte sich auf den Raum Oberösterreich. 1930 wurde er als außerordentlicher Professor an die Akademie der bildenden Künste ernannt. Seinen Ruf als Industriearchitekt erwarb sich Popp vor allem durch den Bau der Tabakfabrik in Linz (in Bürogemeinschaft mit Peter Behrens) sowie nach der Machtergreifung der Nationalsozialisten durch Hallenbauten für die Reichswerke Hermann Göring (1939 bis 1944).
Popp war Mitglied in der Vaterländischen Front und ab 1935 illegales Mitglied der NSDAP. Von 1936 bis 1938 war Popp Präsident der Wiener Secession. Am 17. Mai 1938 beantragte er die Aufnahme in die NSDAP und wurde rückwirkend zum 1. Mai desselben Jahres aufgenommen (Mitgliedsnummer 6.145.512). 1938 wurde er gemeinsam mit Ferdinand Andri und Wilhelm Dachauer zur kommissarischen Leitung der Wiener Akademie bestellt sowie Leiter einer Meisterschule. 1941 bis 1945 war Popp Rektor der Akademie.
Mit Kriegsende 1945 wurde Popp aller seiner Ämter enthoben. 1947 wurde die Entlassung als Professor und Rektor aufgehoben.
Die letzten Lebensjahre verbrachte Popp in Nußdorf am Attersee. Er verstarb im Linzer Allgemeinen Krankenhaus an einer Lungenembolie.

## Bauten (Auszug)
- Tabakfabrik (Linz) mit Peter Behrens für die österreichische Tabakregie, erbaut 1929 bis 1935.
- diverse Wohnanlagen im Wohnbauprogramm der Zwischenkriegszeit der Gemeinde Wien, siehe Liste der Wiener Gemeindebauten, darunter:
  - Albert-Sever-Hof: Gemeindebau in Wien mit 96 Wohnungen, 16., Maroltingergasse 56–58, erbaut 1930/31.[5]
- Friedenskirche in Linz, mit Peter Behrens, Hans Feichtlbauer und Hans Foschum, erbaut 1933 bis 1951
- Gebäude der Ärztekammer Oberösterreich in Linz, erbaut 1937 bis 1939
- Pionierdenkmal Linz (Ernst-Koref-Promenade), mit Bildhauer Wilhelm Frass, erbaut 1935